# Fort aan de Jisperweg

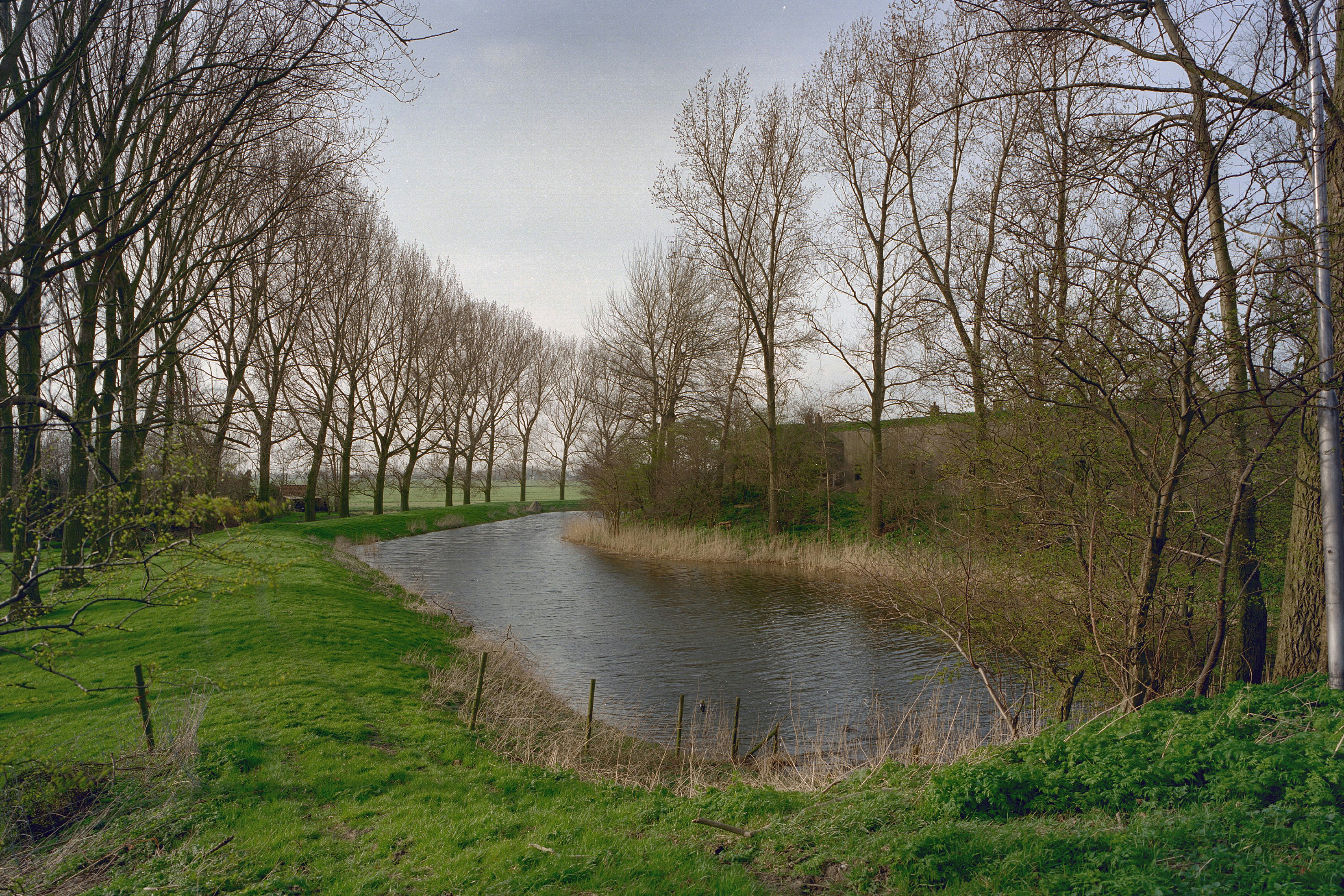
Fort aan de Jisperweg

Het Fort aan de Jisperweg ligt aan de zuidelijke ringdijk van de Beemster en is onderdeel van de Stelling van Amsterdam.

## Bijzonderheden
Het is een model C fort waarvan er slechts twee zijn gebouwd. Voor het fort ligt een breed inundatiegebied en uit kostenoverwegingen heeft dit fort slechts een kanon in een hefkoepel gekregen. Deze koepel lag aan de frontzijde en was via de poterne direct verbonden met het hoofdgebouw. De functie van het fort was de afsluiting en verdediging van de Jisperweg, die vanaf het fort naar het noorden loopt.
Het fort is nu in handen van Natuurmonumenten. Het fort ligt ten oosten van Fort bij Spijkerboor en ten westen van Fort aan de Middenweg, ook een model C fort.